# Tabor City (Carolina del Norte)
Tabor City es un pueblo ubicado en el condado de Columbus en el estado estadounidense de Carolina del Norte. La localidad en el año 2000, tenía una población de 2509 habitantes en una superficie de 7,6 km², con una densidad poblacional de 329 personas por km². Está situado al sur del estado, junto a la frontera con Carolina del Sur.

## Geografía
Tabor City encuentra ubicado en las coordenadas 34°8′55″N 78°52′19″O / 34.14861, -78.87194. Según la Oficina del Censo, la localidad tiene un área total de 7,6 km² (2,9 mi²), de la cual 7,6 km² (2,9 mi²) es tierra y 0 km² (0 mi²) (0.0%) es agua.

### Localidades adyacentes
El siguiente diagrama muestra a las localidades en un radio de 24 kilómetros (14,9 mi) de Tabor City.

## Demografía
En el 2000 la renta per cápita promedia del hogar era de $22.551, y el ingreso promedio para una familia era de 30.720. En 2000 los hombres tenían un ingreso per cápita de $26.577 contra $18.750 para las mujeres. El ingreso per cápita para la localidad era de $13.280. Alrededor del 26.00% de la población estaba bajo el umbral de pobreza nacional.